# .si
.si е национален интернет домейн от първо ниво (ccTLD) предназначен за Словения. Администрира се от организацията ARNES (Академична и изследователска мрежа на Словения – Academic and Research NEtwork of Slovenia).

## История
Академичната и изследователска мрежа на Словения (ARNES) е учредена през 1992 г. с решение на словенското правителство за учредяване на обществен институт за развитие, организация и управление на единна академична и изследователска компютърна мрежа в Словения. ARNES е 100% държавна собственост.
От 1992 г. ARNES е упълномощен регистратор на домейни в рамките на домейн .si. До 31 март 2005 г. биват прилагани правила за регистрация на домейни в рамките на домейн .si, които на 4 април 2005 г. са заменени от нови общи условия.
Според старите правила ARNES регистрира домейни в рамките на домейн .si директно, по заявка на кандидата, който попълва формуляр и го изпраща заедно със задължителните приложения на ARNES по пощата или чрез факс.
До 31 март 2005 г. регистрацията на домейн в рамките на домейн .si е безплатна.
С влезлите в сила от 4 април 2005 общи условия настъпват редица промени в системата на регистриране на домейни в рамките на домейн .si. Най-съществената от тях е, че фирмите могат да регистрират до 20 домейна с произволни имена. Друга съществена промяна е, че регистрацията на домейни в рамките на домейн .si вече се извършва от посредници, наречени регистратори. Освен това домейните се регистрират за една година и продължение на регистрацията е възможна след заплащане на определена такса.

## Общи условия за регистриране на домейн в рамките на домейн от първо ниво .si

### Кой има право да регистрира домейн в рамките на домейн .si?
- Фирми (бизнес субекти) с адрес на управление в Словения, регистрирани в Търговския регистър на словенската Агенция за публична и юридическа отчетност и обслужване (AJPES)
- Главни клонове на чужди фирми, които извършват дейност на територията на Словения и са вписани в Търговския регистър
- Дипломатически и консулски представителства на чужди държави в Словения
- Международни организации, чийто член е Република Словения

### Позволени имена на домейни в рамките на домейн .si
Името на домейна, независимо от вида на домейна, представлява символен низ, отговарящ на следните условия:
- да е съставено от буквите от английската азбука (не се различават малки и големи букви), цифрите от 0 до 9 и знака -
- първият и последният знак не могат да бъдат -, низът трябва да съдържа поне една буква
- на трета и четвърта позиция в низа не може да има два знака - непосредствено един след друг
- дължината на низа може да бъде от 3 до 65 знака
- не може да е съставено само от цифри
- низът не може да бъде еднакъв с вече регистриран домейн в рамките на домейн .si или с вече съществуващ домейн от първо ниво (com, int, org, net, edu, museum, info, biz, name, coop, mil)
- за нуждите на регистъра са резервирани домейните dns.si, nic.si, internic.si, whois.si, register.si, registry.si, domain.si, das.si, ards.si и enum.si

### Статус на домейн в рамките на домейн .si
- Регистриран: когато е вписан в базата на регистрираните домейни в рамките на домейн .si. Ако в DNS сървъра на първо ниво съществуват указатели към сървърите на този домейн, то домейнът е активен, а в противен случай – неактивен.
- Блокиран: когато за даден домейн протича процедура за алтернативно решаване на спор, свързан с домейна, или съдебен спор. Домейн, който е блокиран, не може да се прехвърли на друг собственик.
- В карантина (30-дневен период): когато е регистриран, обаче ARNES е изтрил от DNS сървъра на първо ниво указателите към сървърите на този домейн. В този случай домейнът не може да се използва, но с него могат да се извършват следните трансакции:
  - удължаване срока на валидност на регистрацията на домейна
  - прехвърляне на друг собственик
  - смяна на регистратора

След изтичане на 30-дневния период на карантина, ARNES изтрива този домейн от базата на регистрираните домейни, като след това може да се използва от други лица, които имат право да регистрират домейн в рамките на домейн .si.

### Регистрация на домейн в рамките на домейн .si
Регистрацията и удължаването срока на валидност на регистрацията на домейн в рамките на домейн .si се извършва единствено от регистраторите, чийто брой е над 100. Кандидатите за регистрация на домейн в рамките на домейн .si, подават молба до ARNES чрез системата за регистрация на домейни в рамките на домейн .si чрез посредничеството на регистратор. След като регистраторът заплати на ARNES разходите по регистрацията, включително за поддръжка през първата година, ARNES регистрира съответния домейн (ако той отговаря на изискванията) и кандидатът става собственик на домейна. Домейнът се регистрира за срок от една година, като този срок може да се удължава всяка година преди изтичане, чрез заплащане на таксата за следващата година. В случай че ARNES не получи молба за удължаване срока на валидност на регистрацията на даден домейн, той бива поставен в карантина.
Цената за регистрация и едногодишно удължаване срока на валидност на регистрацията на домейн в рамките на домейн .si, в зависимост от регистратора, се движи между 4000 и 5000 толара без ДДС (около 33 – 40 лв.), или 4800 – 6000 толара с ДДС (около 40 – 48 лв.).

### Роля на регистратора
Регистраторът действа от името на кандидата за регистриране на домейн/собственика на домейн в рамките на домейн .si. За тази цел той сключва договор с ARNES. Регистраторът има пряк достъп до системата на ARNES за регистрация на домейн в рамките на домейн .si, в която може да проверява статуса на своите клиенти. Регистраторът има задължението своевременно да уведомява собствениците на домейни за изтичане срока на валидност на регистрацията за техните домейни.
ARNES може да действа като регистратор единствено за регистрация на домейни на потребители на мрежата на ARNES.